# Frații Moravi
Frații Moravi (în germană Herrnhuter Brüdergemeine) sunt o confesiune religioasă protestantă fondată în 1457 în Boemia și cristalizată după 1722 de Nikolaus Ludwig Graf von Zinzendorf ca o „bisericuță în sânul bisericii” (Kirchlein in der Kirche). Credința este o îngemănare a ideilor lui Jan Hus, de Pietism și Calvinism. Deși continuă tradițiile husitismului radical (curentul taborit), o face într-un spirit accentuat mistic și pacifist.
Fără a respinge total clerul, ei respingeau dogmele eclesiastice și se legau direct de textele Scripturii. În secolele al 16-lea și al 17-lea, Frații Moravi au dat polemiști, gramaticieni, pedagogi remarcabili, cel mai celebru find Komensky (Comenius) – 1592-1670 -. După decăderea Boemiei, în 1620, ei au emigrat în Polonia. Frații Moravi mai există în America și Olanda. Doctrina lor foarte largă este un creștinism mistic și liberal. 

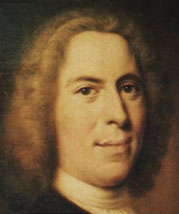
Nicolaus Zinzendorf

Ca urmare a unui val de persecuții, rezultat al contra-reformei inițiate de biserica catolică, sute de credincioși și-au părăsit locuințele între 1722 și 1727, și mulți dintre ei și-au găsit un refugiu în Berthelsdorf, în Saxonia, pe proprietatea contelui Nicolaus Ludwig von Zinzendorf (1700-1760), unde au format comunitatea Herrhut, care înseamnă „sub oblăduirea Domnului”.
În prezent mai sunt cunoscuți în lume și sub denumirile germane Brüdergemeine sau Evangelische Brüder-Unität iar în țările de limbă engleză ca Moravian Church (Biserica Moravă). Se estimează că în prezent are 762.000 membri, din care 480.000 în Africa și 32.500 în Europa. Frații moravi din Europa sunt grupați în trei mari provincii administrative ecleziastice: Cehia, Marea Britanie și Europa continentală (Germania, Țările de jos, Elveția, Danemarca, Suedia, Estonia și Letonia).
Actuala denumire germană Brüder-Unität este traducerea denumirii în latină „Unitas Fratrum“ (Uniunea fraților) a comunității religioase întemeiate în 1467 în Boemia, care tindea spre o fraternitate veritabilă, ducea o viață simplă, retrasă, refuza serviciul militar, jurământul și ocuparea de funcții oficiale în stat.